# Tritia neritea
Nasse néritoïde, cyclonasse, cyclope néritoïde
Espèce
Tritia neritea, anciennement Cyclope neritea, la nasse néritoïde, cyclonasse ou cyclope néritoïde, est une espèce de mollusques gastéropodes marins de la famille des Nassariidae.

## Distribution
Cette espèce envahissante se trouve en Atlantique-est (en France au sud du Mont Saint-Michel) et en Méditerranée.

## Galerie

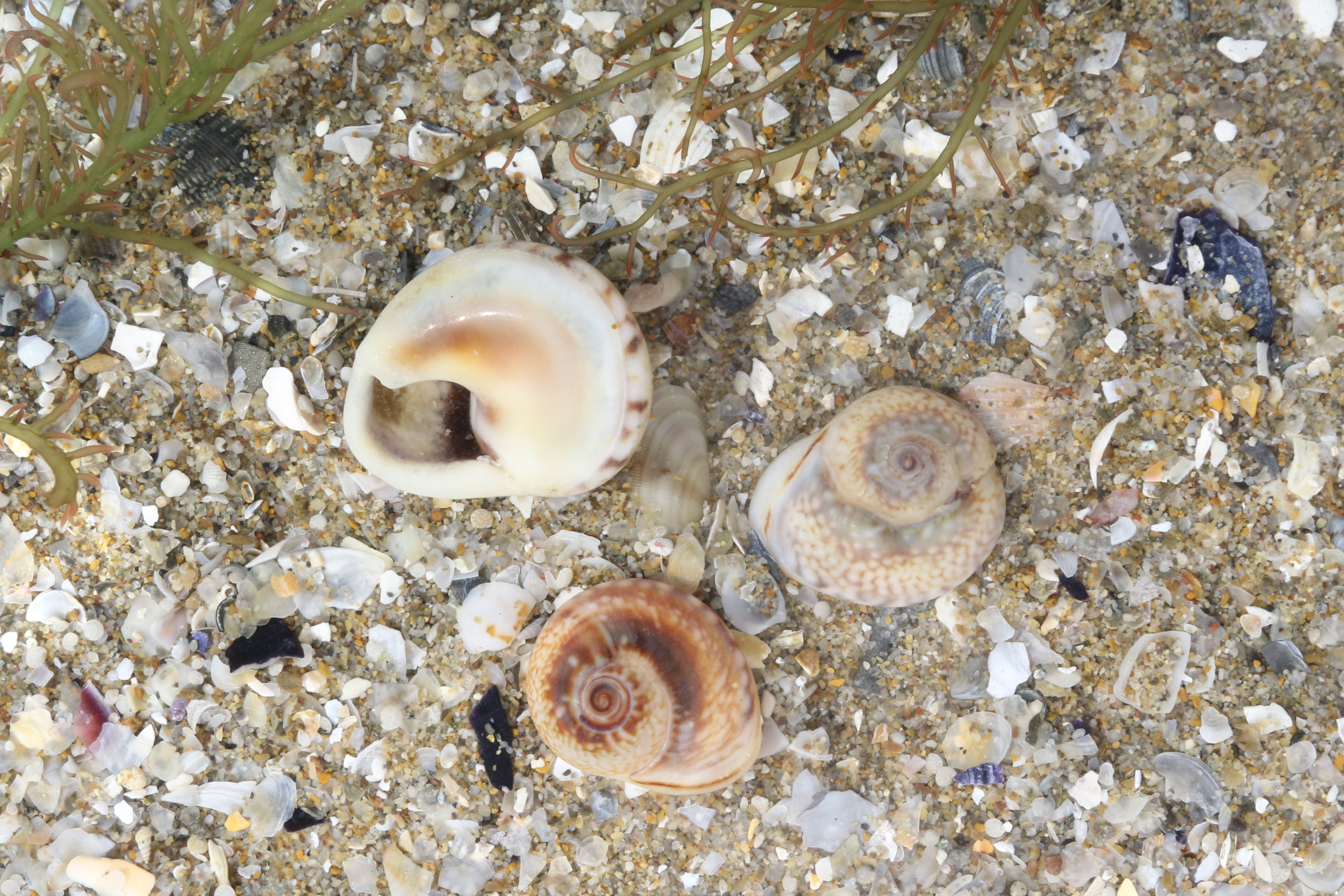
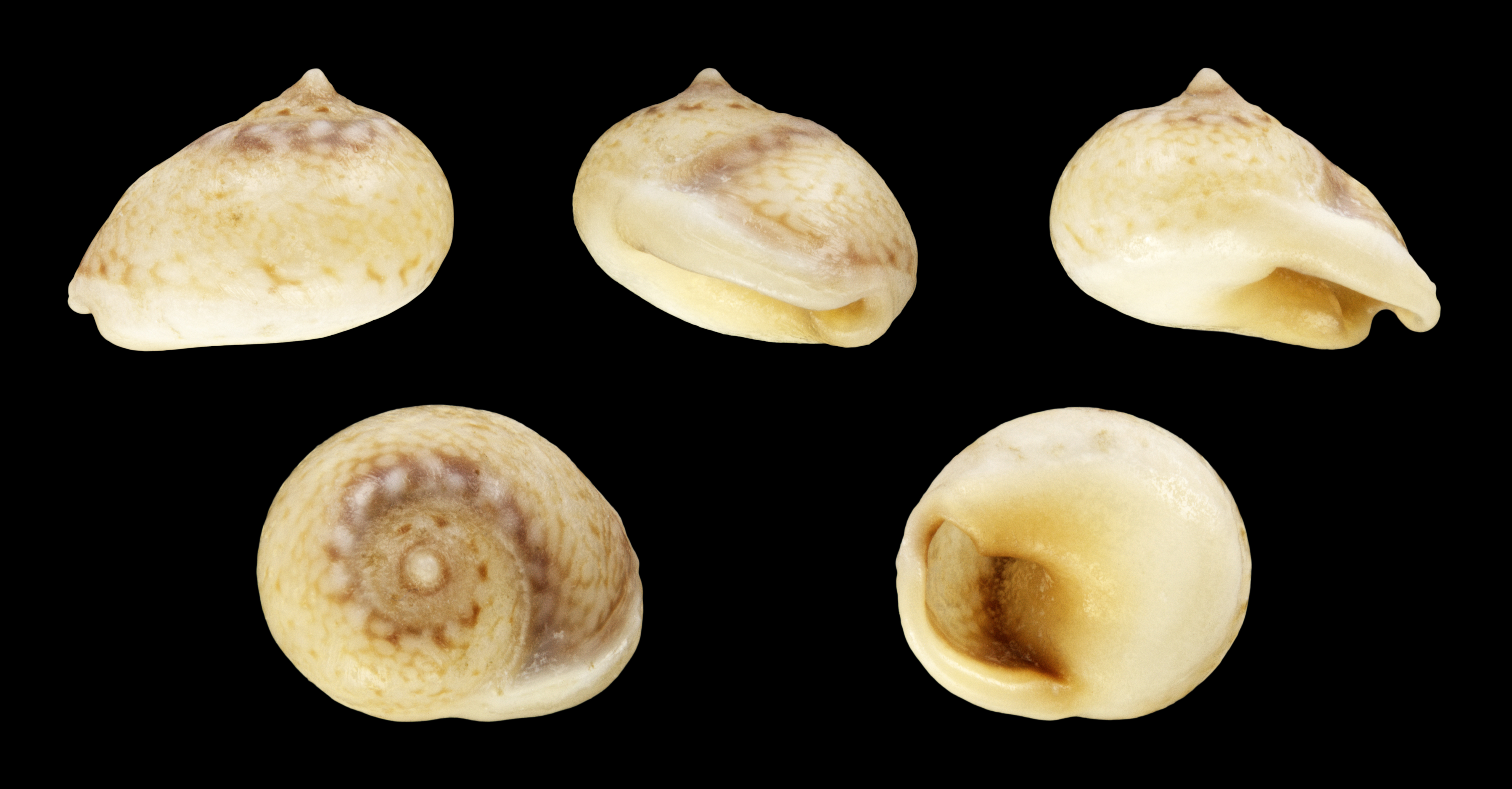
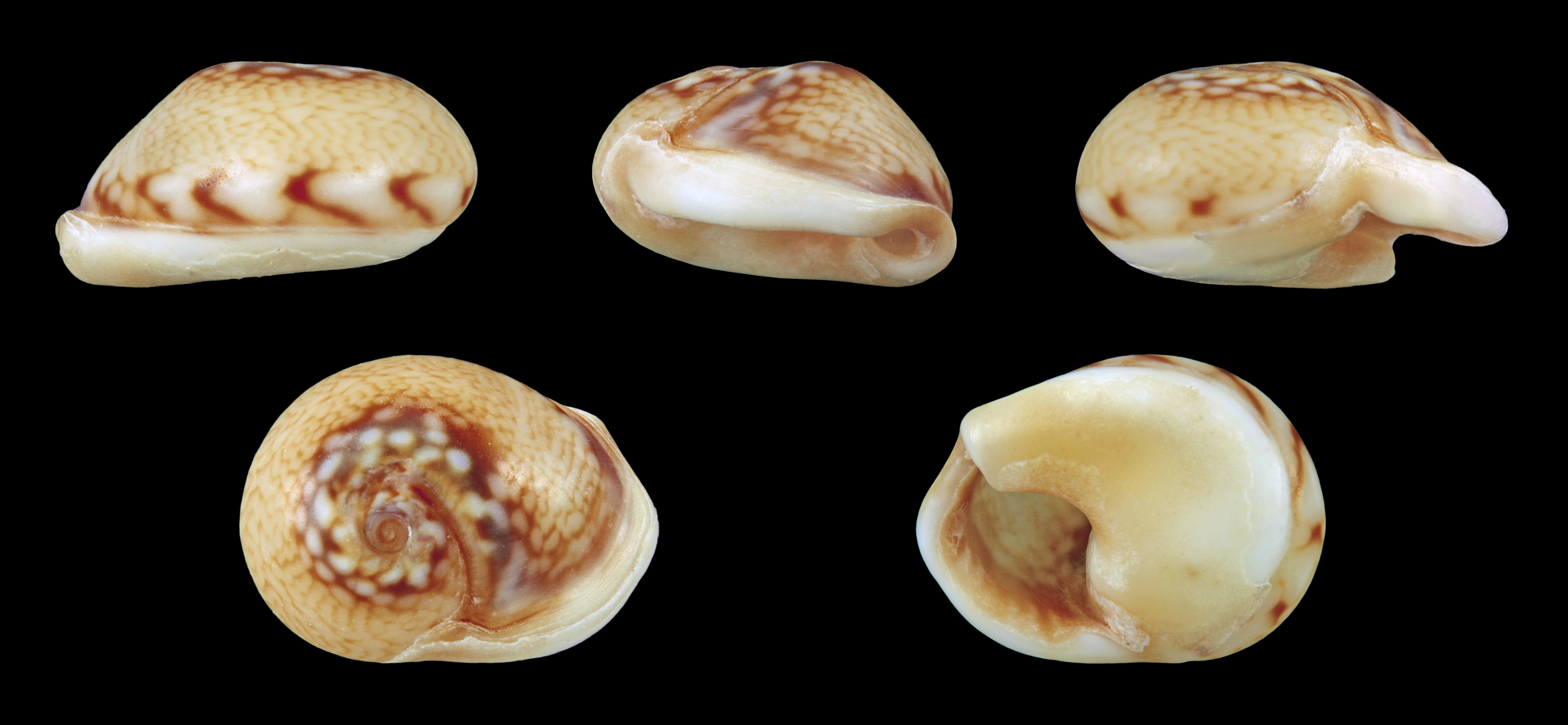
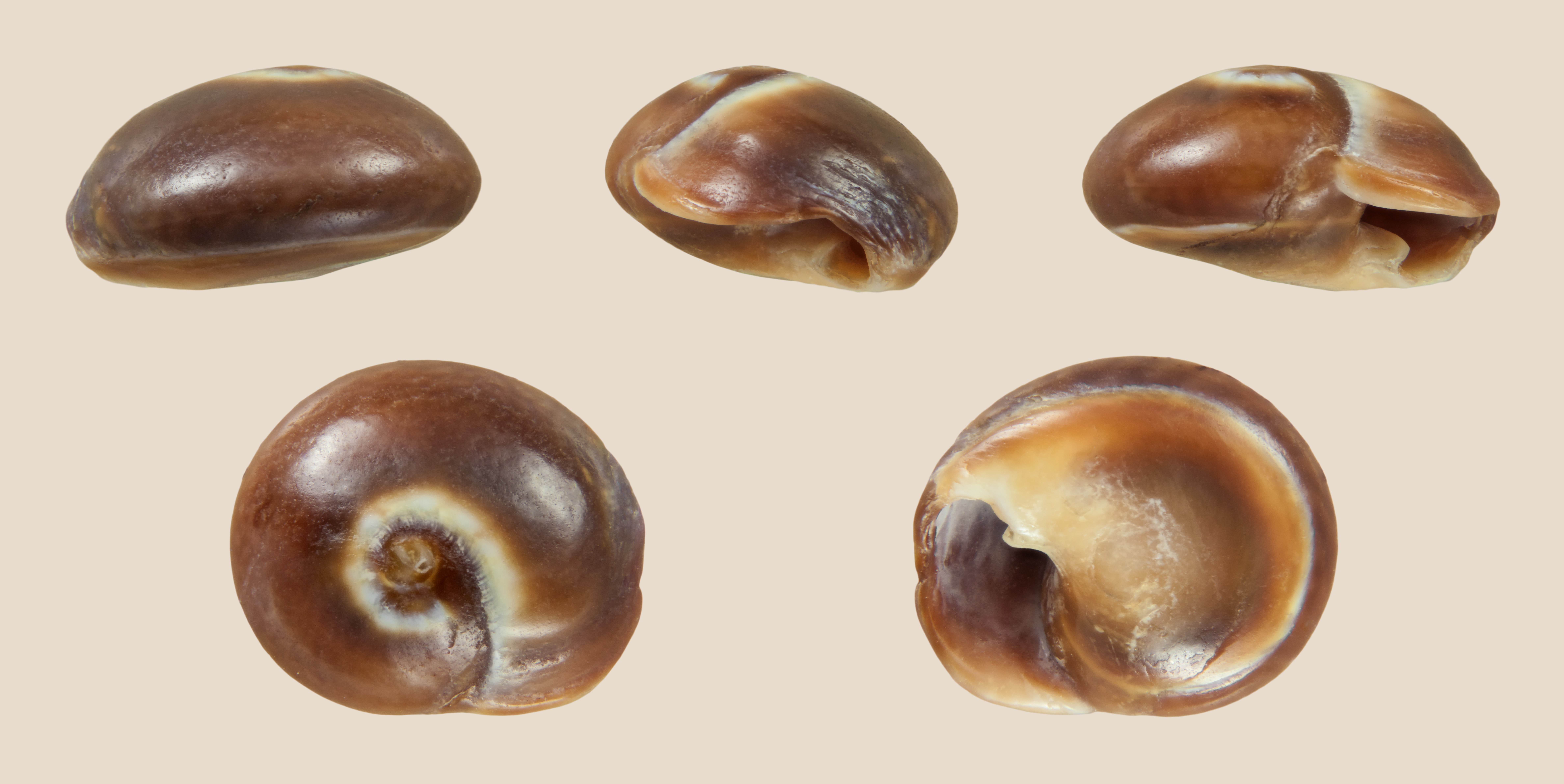